# フサイチホウオー
フサイチホウオー（欧字名:Fusaichi Ho O、2004年2月16日 - ）は、日本の競走馬、種牡馬。主な勝ち鞍に2006年の東京スポーツ杯2歳ステークス、ラジオNIKKEI杯2歳ステークス、2007年の共同通信杯。無冠の大物と呼ばれた。

## デビューまで
2004年の当歳セレクトセールにおいて1億円で落札された。馬名の「ホウオー（報王）」はスポーツ報知と馬主の関口房朗が運営していたフサイチネットとの共同馬名公募により決定された。

## 戦歴
2006年10月8日、東京競馬場の新馬戦でデビューし、5番手から直線抜け出す競馬で1番人気に応えて快勝する。2走目、翌月の東京スポーツ杯2歳ステークスでは、ドリームジャーニーやフライングアップルといったオープン馬を押しのけて1番人気に推され、レースでもフライングアップルを最後に競り勝ってジャングルポケット産駒として初の重賞制覇を2連勝で飾る。続くラジオNIKKEI杯2歳ステークスでも中団からレースを進め、最後の直線でヴィクトリー、札幌2歳ステークス優勝馬のナムラマースらを差しきり優勝した。
JRA賞の最優秀2歳牡馬は朝日杯フューチュリティステークスを制したドリームジャーニーが211票を得て受賞したが、重賞2勝を含む3戦3勝のフサイチホウオーにも有効得票数（289票）の4分の1に近い76票が投票された。
2007年は共同通信杯から始動し、直線で抜け出すと最後はダイレクトキャッチの追い込みをクビ差振り切って優勝し、無敗で重賞を3連勝するとともに、共同通信杯の親子制覇を達成した。前哨戦を使わず出走した皐月賞では父と同じ1番枠に入り、前々日発売で1番人気、最終的にはアドマイヤオーラに続く2番人気に支持され、レースではスタートの出が今一つで後方待機の競馬を強いられて最後の直線で追い込んできたものの、マイペースで逃げたヴィクトリーと捕まえにかかったサンツェッペリンにハナ差＋ハナ差遅れる3着に終わった。2冠目の第74回東京優駿では単勝式のオッズが1.6倍の断然の1番人気に推されたが、中団からの競馬も見せ場なくウオッカの7着に敗れた。
秋は神戸新聞杯から始動して1番人気に推されて出走したが、レースでは後方から進むものの、直線で全く伸びずにドリームジャーニーの12着。菊花賞でも鞍上の安藤勝己曰く「ダラーッと」した走りに終始してアサクサキングスの8着に終わる。ダート戦に矛先を向けて出走のジャパンカップダートでも優勝のヴァーミリアンから大きく離れされた11着に敗れ、その11着も10着フリオーソから大差離されるものであった。
4歳を迎え、年始の中山金杯から始動するもアドマイヤフジの15着。2月の京都記念でもアドマイヤオーラの15着に終わった。その後、4月24日に屈腱炎を発症したことによる引退がフサイチネットから発表され、4月30日に競走馬登録を抹消された。

## 競走成績
以下の内容は、JBISサーチおよびnetkeiba.comに基づく。
| 年月日 | 年月日 | 年月日 | 競馬場 | 競走名             | 格     | 頭 数 | 枠 番 | 馬 番 | オッズ （人気） | 着順 | 騎手       | 斤量 （kg） | 距離（馬場）  | タイム （上り3F） | 着差 | 勝ち馬/（2着馬）       |
| ------ | ------ | ------ | ------ | ------------------ | ------ | ----- | ----- | ----- | --------------- | ---- | ---------- | ----------- | ------------- | ----------------- | ---- | ---------------------- |
| 2006   | 10.    | 8      | 東京   | 2歳新馬            |        | 14    | 6     | 9     | 2.3（1人）      | 1着  | 安藤勝己   | 55          | 芝1800m（良） | 1:50.1 (35.6)     | -0.6 | （ピサノシェンロン）   |
|        | 11.    | 18     | 東京   | 東京スポーツ杯2歳S | GIII   | 12    | 4     | 4     | 2.1（1人）      | 1着  | 安藤勝己   | 55          | 芝1800m（良） | 1:48.7 (34.0)     | -0.1 | （フライングアップル） |
|        | 12.    | 23     | 阪神   | ラジオNIKKEI杯2歳S | GIII   | 11    | 3     | 3     | 1.8（1人）      | 1着  | 安藤勝己   | 55          | 芝2000m（良） | 2:02.1 (34.3)     | 0.0  | （ヴィクトリー）       |
| 2007   | 2.     | 4      | 東京   | 共同通信杯         | JpnIII | 9     | 3     | 3     | 1.4（1人）      | 1着  | 安藤勝己   | 57          | 芝1800m（良） | 1:47.7 (34.2)     | 0.0  | （ダイレクトキャッチ） |
|        | 4.     | 15     | 中山   | 皐月賞             | JpnI   | 18    | 1     | 1     | 3.7（2人）      | 3着  | 安藤勝己   | 57          | 芝2000m（良） | 1:59.9 (33.9)     | 0.0  | ヴィクトリー           |
|        | 5.     | 27     | 東京   | 東京優駿           | JpnI   | 18    | 7     | 15    | 1.6（1人）      | 7着  | 安藤勝己   | 57          | 芝2400m（良） | 2:25.5 (34.1)     | 1.0  | ウオッカ               |
|        | 9.     | 23     | 阪神   | 神戸新聞杯         | JpnII  | 15    | 7     | 12    | 2.4（1人）      | 12着 | 安藤勝己   | 56          | 芝2400m（良） | 2:26.3 (36.5)     | 1.6  | ドリームジャーニー     |
|        | 10.    | 21     | 京都   | 菊花賞             | JpnI   | 18    | 6     | 11    | 11.2（5人）     | 8着  | 安藤勝己   | 57          | 芝3000m（良） | 3:05.8 (35.9)     | 0.7  | アサクサキングス       |
|        | 11.    | 24     | 東京   | ジャパンCダート    | GI     | 16    | 7     | 14    | 16.4（5人）     | 11着 | O.ペリエ   | 55          | ダ2100m（良） | 2:11.6 (39.8)     | 4.9  | ヴァーミリアン         |
| 2008   | 1.     | 5      | 中山   | 中山金杯           | GIII   | 16    | 1     | 1     | 9.0（4人）      | 15着 | 鮫島良太   | 56          | 芝2000m（良） | 2:01.6 (35.3)     | 0.9  | アドマイヤフジ         |
|        | 2.     | 23     | 京都   | 京都記念           | GII    | 16    | 5     | 9     | 28.1（8人）     | 15着 | C.ルメール | 56          | 芝2200m（良） | 2:15.3 (34.9)     | 1.7  | アドマイヤオーラ       |

## 引退後
引退直後は北海道苫小牧市にあるノーザンホースパークで乗馬となる報道があったが、2008年8月に入って全妹トールポピーが優駿牝馬優勝したことが後押しとなってアロースタッドで種牡馬入りすることが決定した。しかし、種牡馬としては供用4シーズンで計33頭の産駒を送り出すにとどまり、2013年の種付けシーズン途中に種牡馬を引退した。
種牡馬引退後は去勢ののちノーザンホースパークに移動して若手スタッフ向けの乗馬となり、のち札幌市のモモセライディングファームへ譲渡されたが、のちにノーザンファームに戻り、その後は離乳した仔馬たちの面倒を見るリードホースとして過ごしている。

## 血統表
| フサイチホウオーの血統          | フサイチホウオーの血統                               | フサイチホウオーの血統          | （血統表の出典）                | （血統表の出典） |
| 父系                            | ゼダーン系                                           | ゼダーン系                      | ゼダーン系                      | [ § 2 ]          |
| 父 ジャングルポケット 1998 鹿毛 | 父の父*トニービン Tony Bin 1983 鹿毛                 | *カンパラ Kampala               | Kalamoun                        | Kalamoun         |
| 父 ジャングルポケット 1998 鹿毛 | 父の父*トニービン Tony Bin 1983 鹿毛                 | *カンパラ Kampala               | State Pension                   |                  |
| 父 ジャングルポケット 1998 鹿毛 | 父の父*トニービン Tony Bin 1983 鹿毛                 | Severn Bridge                   | Hornbeam                        | Hornbeam         |
| 父 ジャングルポケット 1998 鹿毛 | 父の父*トニービン Tony Bin 1983 鹿毛                 | Severn Bridge                   | Priddy Fair                     |                  |
| 父 ジャングルポケット 1998 鹿毛 | 父の母*ダンスチャーマー Dance Charmer 1990 黒鹿毛    | Nureyev                         | Northern Dancer                 | Northern Dancer  |
| 父 ジャングルポケット 1998 鹿毛 | 父の母*ダンスチャーマー Dance Charmer 1990 黒鹿毛    | Nureyev                         | Special                         |                  |
| 父 ジャングルポケット 1998 鹿毛 | 父の母*ダンスチャーマー Dance Charmer 1990 黒鹿毛    | Skillful Joy                    | Nodouble                        | Nodouble         |
| 父 ジャングルポケット 1998 鹿毛 | 父の母*ダンスチャーマー Dance Charmer 1990 黒鹿毛    | Skillful Joy                    | Skillful Miss                   |                  |
| 母 アドマイヤサンデー 1995 鹿毛 | 母の父*サンデーサイレンス Sunday Silence 1986 青鹿毛 | Halo                            | Hail to Reason                  | Hail to Reason   |
| 母 アドマイヤサンデー 1995 鹿毛 | 母の父*サンデーサイレンス Sunday Silence 1986 青鹿毛 | Halo                            | Cosmah                          |                  |
| 母 アドマイヤサンデー 1995 鹿毛 | 母の父*サンデーサイレンス Sunday Silence 1986 青鹿毛 | Wishing Well                    | Understanding                   | Understanding    |
| 母 アドマイヤサンデー 1995 鹿毛 | 母の父*サンデーサイレンス Sunday Silence 1986 青鹿毛 | Wishing Well                    | Mountain Flower                 |                  |
| 母 アドマイヤサンデー 1995 鹿毛 | 母の母*ムーンインディゴ Moon Indigo 1986 鹿毛        | El Gran Senor                   | Northern Dancer                 | Northern Dancer  |
| 母 アドマイヤサンデー 1995 鹿毛 | 母の母*ムーンインディゴ Moon Indigo 1986 鹿毛        | El Gran Senor                   | Sex Appeal                      |                  |
| 母 アドマイヤサンデー 1995 鹿毛 | 母の母*ムーンインディゴ Moon Indigo 1986 鹿毛        | Madelia                         | Caro                            | Caro             |
| 母 アドマイヤサンデー 1995 鹿毛 | 母の母*ムーンインディゴ Moon Indigo 1986 鹿毛        | Madelia                         | Moonmadness F-No.1-p            |                  |
| 母系(F-No.)                     | ムーンインディゴ(USA)系(FN:1-p)                      | ムーンインディゴ(USA)系(FN:1-p) | ムーンインディゴ(USA)系(FN:1-p) | [ § 3 ]          |
| 5代内の近親交配                 | Northern Dancer 4×4=12.50%                           | Northern Dancer 4×4=12.50%      | Northern Dancer 4×4=12.50%      | [ § 4 ]          |
| 出典                            | 1. 2. 3. 4.                                          | 1. 2. 3. 4.                     | 1. 2. 3. 4.                     | 1. 2. 3. 4.      |

- 全妹に阪神ジュベナイルフィリーズと優駿牝馬を勝ったトールポピー、秋華賞を勝ったアヴェンチュラ[28]。
- 甥にジャパンカップを勝ったヴェラアズール。